# Giuseppe Salvatore Candura
Giuseppe Salvatore Candura (Barrafranca, 8 giugno 1899 – Cosenza, 17 luglio 1973) è stato un entomologo italiano.
Viene considerato un precursore dell’Entomologia Applicata per aver apportato i primi importanti contributi all’Entomologia merceologica con i suoi studi sulla biologia degli insetti infestanti le derrate alimentari e ai mezzi di lotta.

## Biografia

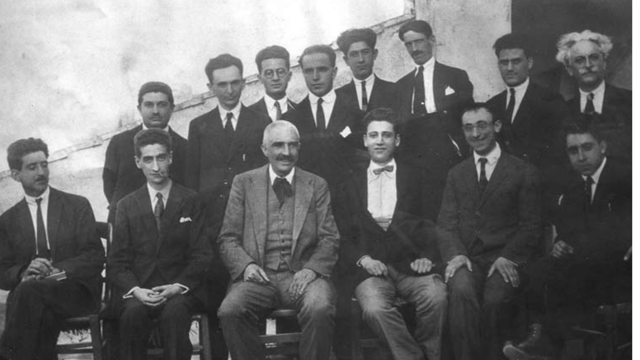
Giuseppe Salvatore Candura, assistente, alla sinistra del Professor Silvestri, Portici 1924

Figlio di Francesco Candura (1872) e di Marianna Romano (1873), primo di quattro fratelli, frequentò il Ginnasio Liceo di Caltanissetta e, conseguita la licenza liceale, fu ammesso al Corso Allievi Ufficiali di Complemento (A.U.C.) accelerato, superato il quale divenne Sottotenente degli Alpini.
Prese parte alle fasi finali della Prima Guerra Mondiale battendosi sul fronte del Piave con il Battaglione Monte Pelmo. Compì gli studi universitari a Napoli e si laureò in scienze naturali nel 1923. Iniziò la sua attività presso il Dipartimento di Entomologia Agraria di Portici sotto la guida di Filippo Silvestri.
Dopo un primo lavoro del 1926 sulla tignola del grano (Sitotroga cerealella), pubblicò numerose monografie sui tempi di sviluppo delle diverse specie e su molti altri particolari del ciclo biologico, che rappresentano ancora importanti riferimenti.
Nel 1927, alla Mostra del grano, ottenne il diploma di benemerenza per gli studi sui parassiti dei cereali. Conseguì la Libera Docenza in Zoologia Agraria nel 1931. Nel 1932 ebbe all'Università di Pisa un'esperienza di Cattedra Ambulante che contribuì a formare la sua mentalità di divulgatore.
Vinto un regolare concorso, fu, per un anno, direttore della Delegazione Fitopatologica di Domodossola.
Nel 1934 fu aggregato alla Società Entomologica Italiana e nello stesso anno divenne direttore dell'Osservatorio Fitopatologico di Bolzano.
Nel territorio della Venezia Tridentina iniziò, in continuità con l'esperienza acquisita come titolare di Cattedra ambulante, un'operazione di informazione capillare sulla profilassi delle malattie delle piante e sull'applicazione di regole di entomologia merceologica. Addestrò una squadra di collaboratori con i quali raggiunse paesi sperduti e masi isolati, istruendo gli agricoltori con apposite tabelle e disegni che ideò per far conoscere il comportamento degli insetti dannosi all'agricoltura.
Riuscì a farsi capire dagli abitanti di etnia tedesca per mezzo di un appassionato insegnamento itinerante innovativo che si svolgeva sia nelle scuole che all'aperto, nelle aziende agricole e nei frutteti. Organizzò anche sperimentazioni collettive che destarono grande interesse.
Quando per la frutticoltura tridentina si presentò un momento di particolare gravità a causa dell'arrivo sul territorio della pericolosissima cocciniglia di San Josè (Quadraspidiotus perniciosus), per facilitare ulteriormente la comunicazione, svolse le sue lezioni anche nella lingua del luogo, in deroga arbitraria alle leggi derivate dal Programma Tolomei.
Per combattere il propagarsi della cocciniglia di San Josè ebbe intensi contatti, anche internazionali, con i colleghi fitopatologi con i quali riuscì a concordare programmi comuni fino a quando, nel 1940, come aveva insistentemente richiesto, fu resa obbligatoria la lotta al pericoloso insetto fitofago.
L'impegno sociale, oltre che scientifico di Candura, fu segnalato da Giulio Catoni all'Accademia Roveretana degli Agiati che, nel 1935, lo aggregò ai soci.
Nel 1939 diede vita alla collana Pubblicazioni Pratiche di Fitopatologia e Igiene.
La serie di monografie dalla copertina azzurra iniziò con La Mosca domestica, edizione Elettra; continuò, in edizione Cappelli, con una vasta diffusione locale, fino al 1952.
In questi scritti usò un linguaggio limpido e piano, con periodi e frasi rigorosamente consequenziali, che risultò subito gradito agli operatori del settore agricolo. L'immediato riscontro che ebbe sul territorio lo confermò come referente degli agricoltori.
Tra i titoli della collana, nel 1950 pubblicò Malefatte nel frutteto, per rendere noto il risultato di un quinquennio di esperimenti sull'uso del D.D.T. in agricoltura; azione che lo fece entrare in veemente polemica con i distributori dei prodotti che si volevano lanciare come fitofarmaci.
Strenuo difensore dell'ambiente pose, con molto anticipo sui tempi, l'accento sulle gravi conseguenze di azioni che avrebbero apportato turbative dell'equilibrio biologico.
Dopo il periodo tridentino, che più volte ebbe a definire “epico”, insegnò nelle Università di Bari e Pavia.
In queste altre sedi seguitò a battersi per contribuire alla formazione di una coscienza ecologica collettiva, sostenendo il rispetto dell'ambiente e dell'equilibrio biologico.
Nel campo della ricerca si dedicò ancora all'Entomologia merceologica, seguendo, in particolare, le sue più antiche intuizioni e divenendo, con i suoi studi, il maggior punto di riferimento per gli approfondimenti relativi a Sitotroga cerealella.

## Elenco parziale delle opere
1) “Contributo alla conoscenza della vera tignola del grano (Sitotroga cerealella Oliv.)” Portici Tipografia - Ernesto Della Torre 1926 pagg 80.
2) “La Solfatara di Giambattista nel territorio di Barrafranca (Caltanissetta)”. Estratto dal bollettino della Società dei Naturalisti in Napoli. Pagg 5. Officina cromotipografica Aldina Napoli 1926.
3) “Insetti Semi e Germinazione”. Unione Tipografica Combattenti. Napoli 1927.
4) “Contributo alla conoscenza della tignola grigia delle provviste alimentari (Ephestia kuehniella Zeller) e del suo parassita Nemeritis canescens Gravenhorst”. Pagg 115. Estratto dal Bollettino del Laboratorio di Zoologia generale agraria del R. Istituto Superiore Agrario di Portici. Volume XXI. Arti grafiche Panetto & Petrelli, Spoleto, 1928.
5) “La tignola grigia delle provviste alimentari”. Estratto dalla rivista di Fisica, Matematica e Scienze Naturali vol 3° ( 2ª serie) N. 4 del febbraio 1929. Pagg 4. Unione Tipografica Combattenti Napoli 1929.
6) “Gl'insetti del frumento nel granaio”. R. Laboratorio di Entomologia Agraria. Pagg 34. Portici 1929.
7) “La mosca del carciofo”. Estratto dalla Rivista di Matematica, Fisica e Scienze Naturali. Pagg 4 Laboratorio di Entomologia Agraria. Portici 1929.
8) “Mezzi di lotta contro gl'insetti che danneggiano il frumento nel granaio”. Pagg 8. Estratto dal giornale “La Sicilia Vinicola ed Agricola”. N. 36. 1929.
9) “Gli Ascaridi dei polli e i vermi che si possono trovare dentro le uova con il guscio perfettamente integro”. Pagg 4. Estratto dal Bollettino “L'Agricoltura nissena”. N. 9. Settembre 1929.
10) “Contributo alla conoscenza della grillotalpa. (Gryllotalpa grillotalpa L.) ”. Bollettino del Laboratorio di Zoologia Agraria del R. Istituto Agrario di Portici. Vol XXI, pag 275-301 Portici 1929
11) “Studio delle forme larvali dell' Homtomaficus L.”. Estratto dalla rivista di Matematica, Fisica e Scienze Naturali. Vol.3°(2ª serie). Napoli 1929.
12) “Le mosche bianche dell'Estremo Oriente che costituiscono un serio pericolo per l'agrumocoltura europea”. Estratto dagli Annali di Tecnica Agraria. Pubblicato dall'Istituto Fascista di Tecnica e Propaganda Agraria. Roma ottobre 1929.
13) “La vita e i danni di alcuni insetti del frumento”. Tipografia Della Torre. Portici. 1930.
14) “Ricerche sulla vita degl'insetti e sui danni da essi causati ai prodotti dell'economia rurale o delle industrie agrarie”. Pagg. 23. (da pag 144 a pag 167). Estratto dal Bollettino della Società dei Naturalisti in Napoli. Vol XVII-1930. Premiato Stabilimento Tipografico Nicola Jovene. Napoli 1930.
15) “Studio sulla tignola del fieno (Ptycopoda herbariata F.)”. Estratto dal Bollettino di Zoologia generale e agraria del R. Istituto Superiore Agrario di Portici. Vol XXIV pp. 233-266. 1 giugno 1931. Tipografia Vesuviana.
16) “Studio sulla mancata germinazione del frumento causata da insetti”. Estratto dagli Atti del Raduno dei Tecnici agricoli del Mezzogiorno e delle isole d'Italia. Portici, 29-30 marzo 1931. Pagg 16. S.I.E.M.- Stabilimento Industrie Editoriali Meridionali. Napoli. 1931.
17) “Prima serie di ricerche sperimentali per conoscere gli ospiti del Nosema bombycis NAEG che produce l'atrofia parassitaria o pebrina del baco da seta (Bombix mori L.)”. Pagg 14. Estratto dal Bollettino di Zoologia. Unione Zoologica Italiana Ottobre 1931. Pubblicato anche (con altra veste tipografica) dal Laboratorio Bachicoltura del R. Istituto Superiore Agrario di Milano.
18) “Gli insetti della camomilla secca e di altre erbe medicinali e industriali disseccate”. Estratto dal Bollettino della Società dei Naturalisti in Napoli. Vol. XLIII-1931 p. 343-352. Premiato Stabilimento tipografico N. Jovene Napoli 1931.
19) “Osservazioni biologiche sulla Tephroclystia pumilata HB., lepidottero geometride che fa seccare i boccioli di rose”. Estratto dal Bollettino della Società dei Naturalisti in Napoli. Vol. XLIII- 1931- Atti, p 353-360. Premiato Stabilimento Tipografico N. Jovene. Napoli 1931.
20) “La fumigazione con acido cianidrico di limoni in casse”. Estratto dagli Annali di Tecnica e Propaganda Agraria. P.II- Fasc. III. 1932.
21) “La raccolta meccanica dei cereali in relazione con lo sviluppo e l'incremento degli insetti nei mucchi”. Estratto dagli ATTI del I Congresso Nazionale di Meccanica Agraria. Pp 508-513. Roma, maggio 1932-X. Tipografia N. Berenato- Portici.
22) “Le cocciniglie”. Estratto dalla Rivista di FISICA MATEMATICA E SCIENZE NATURALI. Anno VI. Fasc.10 – luglio 1932-X, pp.511-518. Tipografia Nappa e Pagano. Napoli 1932.
23) “Studi e ricerche sugl'insetti viventi nelle paste alimentari. Contributi 1-14 del socio G.S. Candura”. Estratto dal Bollettino della Società dei Naturalisti in Napoli. Vol. XLIV -1932- Atti, pag. 159-204. Premiato Stab. Tipografico N. Jovine. Napoli 1932.
24) “Contributo alla conoscenza biologica del Troctes divinatorius Muller”.Estratto dal Bollettino di Zoologia pubblicato dall'Unione Zoologica Italiana. Anno III.- N. 4- Agosto 1932. Premiato Stab. Tip. Nicola Jovine. Napoli 1932.
25) “Insetti che si rendono invisibili e si oppongono, talvolta in misura grave, all'incremento della produzione in tutta Italia. Conoscenze biologiche provvedimenti legislativi necessari”. Laboratorio Sperimentale di Zoologia Agraria e Regia Delegazione Fitopatologica. Domodossola 1933.
26) “Contributo alla conoscenza morfologica e biologica dello struggigrano (Tenebroides mauritanicus L.)”. R. Laboratorio di Entomologia Agraria. Portici 1932 pagg 56.
27) “Osservazioni preliminari ed esperimenti di lotta contro la Cereatits capitata Wied”. Estratto dalla Rivista di Fisica, Matematica e Scienze Naturali. AnnoVIII, Fasc. 8. Maggio 1934-XII.
28) “Descrizione e notizie della Mayetola avenae March (Diptera cecidomydae ) in Italia”. Estratto dalla Rivista di Fisica, Matematica e Scienze Naturali. Anno VIII, Fasc. 8-28 Maggio 1934-XII.
29) “Contributo alla conoscenza della mosca della frutta (Ceratits capitatas Wied-Diptera trypaneidae ). Estratto dalla Rivista di Fisica, Matematica e Scienze Naturali. Anno VIII, Fasc. 8-28. Maggio 1934-XII.
30) “Versuchs Ergebnisse mit Wintersprissmitteln in der Venezia Tridentina.” Dolomiten 13 Februar 1937.
31) “Comportamento biologico della Plodia inerpunctella HB”.Pagg 54 e 8 tavole fuori testo Estratto da Studi Trentini di Scienze Naturali diretti dal Museo di Storia Naturale. 1937-XV.
32) “Cause d'insuccessi nella lotta invernale contro le cocciniglie dei fruttiferi”. Pagg 12. Ramo Editoriale degli Agricoltori.Roma 1938.
33) “Trattamenti invernali e scelta dell'antiparassitario”. Estratto da <La Provincia di Bolzano> Domenica, 6 marzo 1938-XVI. Anno 17, N.56. Tipografia Elettra Bolzano. Articolo pubblicato anche nei seguenti periodici: <Il Brennero> Trento, 15 Marzo 1938, N.63 - <Alpenzeitung> Bozen 9 Marz 1938, 13 Jahrg N. 58.- <Volksbote> Bozen 10 Marz 1938, 20 Jahrg N. 10- <Dolomiten> Bozen 12 Marz 1938. 15 Jahrg N.30.
34) “La Plodia in Italia. Storia, letteratura, diffusione e morfologia della Plodia interpunctella Hb. in tutti i suoi stadi”. Pagg. 29. Estratto dal Bollettino di Zoologia Agraria e Bachicoltura- Milano, Vol. VIII, 1937. Rosenberg e Sellier Libreria Internazionale Torino 1938 Anno XVI.
35) “Osservazioni biologiche sul Tonchio dei fagioli (Acanthoscelides obtectus Say.) nella Venezia Tridentina”. Pagg. 16. Estratto da <l'Italia Agricola> N. 12- Dicembre 1938. RamoEditoriale degli Agricoltori S.A. - Roma 1939 XVII.
36) “La mosca domestica. Vita, danni, lotta e osservazioni nella Venezia Tridentina”. Pagg. 16. Tipografia Editrice Elettra- Bolzano 1939-XVII.
37) “Entomologia merceologica. Risultati di studi e ricerche, osservazioni e Fondamenti” pagg. 18. Estratto dalla Rivista di Fisica, Matematica e Scienze Naturali. Anno 13°, Serie 11°- febbraio 1939-XVII- N.5, pp. 225-243. Con 12 figure originali. Tipografia Arturo Nappa, Napoli 1939-XVII.
38) “I risultati di un quadriennio di esperienze con fitofarmaci economici e autarchici”. Arti Grafiche Saturnia- Trento 1939-XVII. Lavoro pubblicato anche nei seguenti periodici: <La provincia di Bolzano> del 22 e 23 marzo, <L'ortofrutticoltura italiana> di Roma, <Il Brennero> di Trento, (in tedesco) <Alpenzeitung> di Bolzano, <Volksbote> di Bolzano.
39) “Trattamenti sperimentali ai peschi e istruzioni pratiche”. Tipografia Pio Mariz. Bolzano 1940. Articolo pubblicato anche nei seguenti periodici: <La Provincia di Bolzano>, giovedì 14 Dicembre 1939; <Il Brennero> Trento, 14 dicembre 1939; <Agricoltura Fascista>, Roma 17 dicembre 1939-XVIII.
40) “I mali delle piante e l'attività fitopatologica in Alto Adige”. Tipografia Ferrari-Auer S.A.- Bolzano-1940-XVII. Relazione pubblicata su <Athesia Augusta>, Rassegna mensile dell'Alto Adige, gennaio 1940-XVIII, con 5 figure.
41) “Istruzioni su l'impiego del polisolfuro calcico ramato per la difesa fitosanitaria dei fruttiferi di Val di Non”. Tipografia Artigianelli - Trento - 1940-XVIII. Lavoro pubblicato anche su i seguenti periodici: <Vita Trentina>, Trento, 28 marzo 1940-XVIII; <Il Brennero>, Trento, 29 marzo 1940.
42) “Modi razionali d'irrorare i fruttiferi e necessità di maestranze specializzate”. Tipografia Pio Mariz- Bolzano. Estratto da <La Provincia di Bolzano> del 10 aprile 1940-XVIII. Articolo pubblicato anche sui seguenti periodici: <Agricoltura Fascista> Roma, 31 Marzo 1940; <Il Brennero> Trento, 31 Marzo 1940.
43) “Direttive per difesa fitosanitaria. I trattamenti razionali ai meli e ai peri della Venezia Tridentina”. Pagg. 16 con 14 figure. Ed. Licinio Cappelli. Collana Pubblicazioni pratiche di Fitopatologia e Igiene- Bolzano 1940.
44) “Nuovi indirizzi per i trattamenti alle piante da frutto”. Stabilimento Tipografico Ramo Editoriale Degli Agricoltori S.A.-Roma. 16 dicembre 1940. Estratto da <L'Italia Agricola> 8 Agosto 1940.
45) “Lotta contro i rodilegno -dei vari sistemi in uso e di un nuovo mezzo pratico ed efficace anche per disinfestare semi, derrate, indumenti e suppellettili-”. Pagg.16 con 10 figure. Ed Licinio Cappelli. Collana pubblicazioni pratiche di Fitopatologia e igiene. Bolzano 1940-XIX.
46) “Ricerche fitopatologiche e agrarie su la calciocianamide”. Pagg.!6 con 10 figure. Ed Licinio Cappelli. Collana Pubblicazioni pratiche di Fitopatologia e Igiene. Bolzano 1941-XIX-
47) “Sperimentazioni fitosanitarie e istruzioni pratiche ai frutticoltori”.Pagg. 16. Ed Licinio Cappelli. Collana Pubblicazioni pratiche di fitopatologia e Igiene. Bolzano 1941-XIX.
48) “Nuovi indirizzi per i trattamenti al grano da conservare e agli altri semi”. Pagg 16. Ed Licinio Cappelli. Collana pubblicazioni pratiche di fisiopatologia e Igiene. Bolzano 1941.
49) “Precauzioni per l'uso dei fitofarmaci”.Ed Licinio Cappelli. Bolzano 1942-XX. (Pubblicato anche su <Agricoltura Fascista> Roma, 5 settembre 1937-XV).
50) “Trattamenti di guerra e di pace per la difesa antiparassitaria delle piante da frutto”. Pagg. 12. Casa Editrice Licinio Cappelli. Collana Pubblicazioni pratiche di Fitopatologia e Igiene. Bolzano 1942-XXI.
51) “Nuove malefatte di tignole cosmopolite. 1°-Plodia interpuntella Hb”. Estratto da <L'Italia Agricola> novembre 1942. Ramo Editoriale Degli Agricoltori. Roma 1944.
52) “Nuove malefatte di tignole cosmopolite. 2° Sitotroga cerealella Oliv.” Estratto da <L'Italia Agricola> dicembre 1942. Ramo Editoriale Degli Agricoltori.
53) “Die Getreidemotte in der Venezia Tridentina”. Separatabdruck aus den <Dolomiten> marz 23, 1943. Athesia, Bolzano.
54) “Contro le cocciniglie dei fruttiferi. Esperienze pluriennali con i polisolfuri”. Casa Editrice Licinio Cappelli. Collana Pubblicazioni pratiche di Fitopatologia e Igiene. N°9. Bolzano 1943.
55) “Reperti biologici sulla Tinea granella L.” Articolo pubblicato su <L'Italia Agricola>, Rivista mensile illustrata del 6 giugno 1943-XXI. Pag. 319-326. Roma Ramo Editoriale Degli Agricoltori.
56) “Secondo contributo alla conoscenza della Tinea granella L.”. Articolo pubblicato su <L'Italia Agricola>. Rivista mensile illustrata dell'Agosto 1943*. Pag. 395-415. Roma, Ramo Editoriale Degli Agricoltori.
57) “Ricerche sulla durata dello sviluppo e sul potenziale di riproduzione di Sitotroga cerealella OLIV. Nell'Italia settentrionale e in quella meridionale”. Pagg. 21. Venezia Premiate Officine Grafiche Carlo Ferrari. 1946.
58) “Contro la San José -direttive per la lotta estiva in seguito a sperimentazioni e osservazioni originali“. Estratto da <Giornale di Agricoltura> 6 luglio 1947. Ramo Editoriale degli Agricoltori- Roma.
59) “Anticoccidici invernali – Precisazioni ai frutticoltori sulle modalità di applicazione”. Pagg. 18. Collana pubblicazioni pratiche di Fitopatologia e Igiene”. N°10. Casa Editrice Libraria Licinio Cappelli- Bolzano- 1949.
60) “DIFESA DELLA FRUTTICOLTURA. Le basi della lotta antiparassitaria – I principali parassiti e il loro ibernamento – La toletta delle piante per ricavare i maggiori benefici dalle irrorazioni”. Pagg 9. Collana Pubblicazioni pratiche di fitopatologia e Igiene. N°11. Casa Editrice Libraria Licinio Cappelli. Bolzano. 1949.
61) “Contro l'Acaro rosso (Paratetranicus pilosus Can. Et Fanz.)”. Articolo pubblicato anche dal <Giornale di Agricoltura> del 29 Maggio 1949. Casa Editrice Libraria Licinio Cappelli. Bolzano. 1950.
62) “Istruzioni per la lotta contro la Sanjosè in estate- Aspidiotus ostraeformis (cocciniglia nostrana), Aspidiotus perniciosus (cocciniglia di Sanjosè)- ”. Con 6 figure. Casa Editrice Libraria Licinio Cappelli -Bolzano- 1950.
63) Traduzione in tedesco della precedente pubblicazione con le medesime figure.
64) “Il modo migliore e più economico per combattere la Sanjosè in Italia. Risultati di esperienze pluriennali (Con 4 gruppi di figure comprendenti 47 disegni). Collana pubblicazioni pratiche di Fitopatologia e Igiene. N°12, pagg. 11. Casa Editrice Libraria Licinio Cappelli. Bolzano. 1950.
65) Traduzione in tedesco della precedente pubblicazione con le medesime figure.
66) “La dorifora- istruzioni per la lotta obbligatoria con osservazioni biologiche originali nella Venezia Tridentina”. Collana Pubblicazioni Pratiche di Fitopatologia e Igiene. N° 13, pagg. 10 con figure a colori. Casa Editrice Libraria Licinio Cappelli. Bolzano. 1950.
67) Traduzione in tedesco della precedente pubblicazione con le medesime figure.
68) “Fauna-Flora armonica: Malefatte nel frutteto di insetti, di acari e di antiparassitari nuovi”.** Collana Pubblicazioni Pratiche di Fitopatologia e Igiene. N°14. Pagg.12, con 18 illustrazioni. Casa Editrice Libraria Licinio Cappelli. Bolzano. 1950.
69) “Reperti su Sitotroga ceralella Oliv. nell'Italia Settentrionale e su altre tignole dei viveri”. Estratto dal Bollettino di Zoologia Agraria e Bachicoltura. Vol. XVI- Fasc. III. 1950. Pagg. 50. Casa Editrice Libraria Rosenberg e Sellier. Torino. 1950.
70) “Il modo migliore e più economico per combattere la Sanjosè in Italia- Risultati di esperienze pluriennali (con 6 gruppi di figure comprendenti 66 disegni). Seconda Edizione riveduta e ampliata. Casa Editrice Libraria Licinio Cappelli- Bolzano- 1951.
71) “Stato attuale della diffusione in Italia dei parassiti animali dei prodotti conservati - Sistemi e mezzi adottati e da adottarsi per la lotta. Rapporto Nazionale Italiano dagli Atti della < Premiere Conférence Internationale pour l'examen des moyens de lutte contre les parasites des plantes. Rome 3-6 Octobre 1950> pp342-355. Con 4 tavole di figure fuori testo. Casa Editrice Libraria Licinio Cappelli. Bolzano. 1951.
72) “I prodotti alla nicotina - Sperimentazione ventennale, osservazioni originali e loro impiego pratico e razionale nella lotta contro gli insetti dannosi. (Con tavole a colori e 25 figure originali comprendenti 143 disegni o fotografie). Pagg. 52. Casa Editrice Libraria Licinio Cappelli. Bolzano. 1952.
73) Seconda edizione della precedente pubblicazione (quarantesimo migliaio). 1952.
74) “Sulle abitudini dietetiche, sulle anomalie dei cerci e sull'accoppiamento della Forficola auricola L.”. Symposia Genetica. Tipografia Guido Poggi e C. Pavia 1953.
75) “Gli insetti delle derrate come materiale per ricerche biologiche”. Symposia Genetica- Centro Studi di Genetica del Consiglio Nazionale delle Ricerche presso l'Università di Pavia. Contributi 1-14. Pagg. 138 (con 3 tavole a colori e 30 gruppi di figure comprendenti disegni originali). Estratto dal volume II <Genetica ed Entomologia>. Pavia – Tipografia del Libro – 1954.
76) “Il regime dietetico carpofago e le nuove malefatte del rodilegno rosso (Cossus cossus L.) “Estratto dagli atti e relazioni dell'Accademia Pugliese delle Scienze. Pagg. 7. Industria Tipografica Vedova Trizio – Bari.
77) “Ricerche sulle cause avverse alla conservazione delle mandorle”. Estratto dagli Atti del 1º Convegno Nazionale del Mandorlo. Fiera del Levante 13 settembre 1953. Pp. 131-150 con due tavole fuori testo. Stabilimento d'Arti grafiche G. Laterza e Figli. Bari- 1954.
78) “La Tigre del mandorlo (Monosteria unicostata Muls. et Rey.; Hemiptera-Tingadae). Estratto dagli Atti del Convegno Nazionale del Mandorlo. Fiera del Levante, 13 settembre 1953, pp. 151-176. Stabilimento di Arti Grafiche G. Laterza e Figli. Bari-1954.
79) “La Mosca delle ciliegie (Rhagoletis cerasis L.) nell'Italia settentrionale e meridionale”. (con 1 tavola, 7 grafici e 9 tabelle). Estratto dagli Atti dell'Accademia Pugliese delle Scienze. Vol. XII- Anno 1954. Industria Tipografica Vedova Trizio – Bari 1954.
80) “I Prodotti alla nicotina contro gli insetti dannosi” Pagg. 52. Con 25 figure a colori comprendenti 143 disegni o fotografie. Terza edizione. (Novantesimo migliaio). Casa Editrice Libraria Licinio Cappelli- Bolzano-1954